# 王广鎏
王广鎏（1934年—），男，汉族，广东南海人，生于广州，中华人民共和国化纤工程设计专家、政治人物。第八、九届全国政协委员。